# For Your Pleasure
Albums de Roxy Music
Roxy Music
(1972) Stranded
(1973)
For Your Pleasure est le deuxième album du groupe de rock britannique Roxy Music, sorti en 1973.
Sa pochette est une photo d'Amanda Lear, qui fut fiancée à Bryan Ferry, tenant une panthère en laisse. Elle est habillée d'une robe-bustier en cuir, d'escarpins à talon haut, et d'un bracelet inspiré de celui de Marilyn Monroe dans Les hommes préfèrent les blondes. L'ensemble de la pochette est réalisée par Antony Price (en), alors styliste de Roxy Music ; Il sera par ailleurs le styliste des huit premiers albums du groupe.

## Titres
Toutes les chansons sont de Bryan Ferry.

### Face 1
1. Do the Strand – 4:04
2. Beauty Queen – 4:41
3. Strictly Confidential – 3:48
4. Editions of You – 3:51
5. In Every Dream Home a Heartache – 5:29

### Face 2
1. The Bogus Man – 9:20
2. Grey Lagoons – 4:13
3. For Your Pleasure – 6:51

## Musiciens
- Bryan Ferry : chant, piano, pianet, mellotron, harmonica, rhythm guitar (5)
- Brian Eno : synthétiseur VCS3, chœurs
- Andrew Mackay : saxophone, hautbois, orgue électronique Farfisa
- Phil Manzanera : guitare électrique
- John Porter : basse
- Paul Thompson : batterie